# Хаузер, Арнольд
Арнольд Хаузер (нем. Arnold Hauser; 8 мая 1892, Темешвар, ныне Тимишоара — 28 января 1978, Будапешт) — немецкий и венгерский философ, историк искусства и социолог, почётный член Венгерской академии наук.

## Жизнь и творчество
А. Хаузер родился в Трансильвании, принадлежавшей в конце XIX столетия Австро-Венгрии. После окончания гимназии изучает философию и филологию в университетах Будапешта и Парижа. В 1916 году, в Будапеште, вступает в «Воскресный кружок», возглавляемый Георгом Лукачем и в котором состояли такие деятели венгерской культуры, как Бела Балаж, Фредерик Антал, Бела Фогараши и другие. В 1917 год] несколько членов кружка — среди них Золтан Кодай, Бела Барток, Эрвин Сабо — организуют «Свободную школу духовных наук», где А. Хаузер читает лекции по неокантианской философии. В 1919 году молодой учёный работает при министерстве культуры Венгерской советской республики. После поражения венгерской революции эмигрирует в Италию.
С 1919 года и по 1938 год учёный живёт и работает в эмиграции в Италии, Германии и Австрии. В этот период в первую очередь в сфере его интересов — кинематограф. В 1938 году переезжает в Англию. Здесь он создаёт одну из важнейших своих работ — «Социальную историю искусства и литературы»; начатая в 1940 году, она была закончена лишь через 10 лет. С 1951 по 1957 год преподаёт в университете Лидса, в 1957—1959 годах — профессор в университете Брандье (США), затем — до 1962 года преподаёт в колледже искусств Хорнси в Лондоне, и до 1965 года — профессор в университете штата Огайо. С 1965 года и по 1977 год живёт в Лондоне. Незадолго до смерти, в 1977 году возвращается в Венгрию.
А. Хаузер — лауреат премии Немецкой коллегии критиков за 1954 год.

## Научный вклад
А. Хаузер сыграл большую роль в изучении истории культуры в прошлом столетии. Учёный считал, что середина XX века — то самое время, когда настала необходимость изучить и разъяснить социально-исторические корни возникновения искусства, его развития и распространения, не упуская при этом и его психоаналитические и психологические моменты. Современное искусство А. Хаузер рассматривал как привязанный к месту своего создания «социологический документ», обращая при этом внимание и на идеологическую роль искусства. Хаузер был одним из первых учёных, подвергших научному изучению и анализу так называемую «массовую культуру», в первую очередь в киноискусстве, а также такие её направления, как поп-арт и бит.
Общий кризис современной культуры учёный связывал с влиянием антигуманной послевоенной общественной системы и «безответностью» искусства. С другой стороны, А. Хаузер видел нынешнее назначение, «спасение» искусства именно в парадоксальном соединении «несоединяемых предметов», единстве противоположностей в современном искусстве. Поэтому в философии и социологии он в равной степени обращается к работам Карла Маркса и Макса Вебера, Фридриха Энгельса и Карла Маннгейма. В психологии и психонанализе для него остаётся авторитетом Зигмунд Фрейд, в современном кинематографе — как западные режиссёры Робер Брессон, Лукино Висконти, Федерико Феллини и Ингмар Бергман, так и советские мастера кино С. М. Эйзенштейн и В. И. Пудовкин.

## Сочинения
- 1951: Sozialgeschichte der Kunst und Literatur / Социальная история искусства и литературы
- 1958: Philosophie der Kunstgeschichte / Философия истории искусства
- 1964: Der Manierismus. Die Krise der Renaissance und der Ursprung der modernen Kunst / Маньеризм. Кризис Возрождения и происхождение современного искусства
- 1974: Soziologie der Kunst / Социология искусства
- 1978: Im Gespräch mit Georg Lukács / Беседуя с Георгом Лукачем